# きのうの続きのつづき
きのうの続きのつづき（きのうのつづきのつづき）はアール・エフ・ラジオ日本で、2005年10月から放送されているラジ関RETURNSの番組である。パーソナリティーは北原照久。アシスタントは朝倉奈々。ぎふチャンでもネット放送中。

## 放送時間
毎週火曜日から金曜日の夜10時 〜 10時15分までの15分番組。

## 備考
ラジオ関東開局時に放送していた『昨日のつづき』の復活版である。
各界の著名人や隠れた逸材をゲストに迎えるトーク番組。
ゲストは毎回2週・計8日間に渡って出演する。